# تازه آباد مجيد (مقاطعة دالاهو)
تازه‌آباد مجيد (بالفارسية: تازه‌آباد مجید) هي قرية تقع في قسم قلخاني الريفي (مقاطعة دالاهو) في إيران.